# カナダ旅行
カナダ旅行は、NHKの「みんなのうた」で放送された歌。作詞・作曲：シャルル・トレネ、訳詞：薩摩忠、編曲：石丸寛。
フランスの楽曲で、家族がカナダ旅行を計画しながら、切符ミスでとんだカナダ旅行になった様子を歌った歌。
みんなのうたの外国曲である。